# Die Klempnerin
Die Klempnerin ist eine deutsche Krimiserie des Senders RTL, die von AMALIA Film produziert und vom 12. Februar 2019 bis zum 16. April 2019 dienstags im Hauptabendprogramm von RTL ausgestrahlt wurde. Sie wurde vom Sender als „Crimedy“ angekündigt, gehört also zum Genre der Kriminalkomödie.
Aufgrund schlechter Einschaltquoten wurde die Serie nach Ausstrahlung der ersten Staffel eingestellt.

## Handlung
Die Psychologin Mina Bäumer (Yasmina Djaballah) kommt neu zur Essener Polizei. Gemeinsam mit Hauptkommissar Thomas Waldeck (Jan Kittmann) bildet sie ein Team und löst mit ihm schwierige Fälle.

## Besetzung
| Schauspieler        | Rolle           | Folgen | Bemerkung                                         |
| ------------------- | --------------- | ------ | ------------------------------------------------- |
| Yasmina Djaballah   | Mina Bäumer     | 1–10   | Polizeipsychologin, Mutter von Nathalie und Lukas |
| Jan Kittmann        | Thomas Waldeck  | 1–10   | Polizeihauptkommissar                             |
| Dirk Ossig          | Markus Heller   | 1–10   | Polizeihauptkommissar                             |
| Julius Dombrink     | Ralf            | 1–10   | Mitarbeiter bei der Polizei                       |
| Lotte Becker        | Nathalie Bäumer | 1–10   | Tochter von Mina und Schwester von Lukas          |
| Nico Ramon Kleemann | Lukas Bäumer    | 1–10   | Sohn von Mina und Bruder von Nathalie             |